# Hyblaea fortissima
Hyblaea fortissima is een vlinder uit de familie van de Hyblaeidae. De wetenschappelijke naam van de soort is voor het eerst geldig gepubliceerd door Arthur Gardiner Butler.